# Бажунаїшвілі Сулейман Джемалович
Сулейман Джемалович Бажунаїшвілі (1922, село Кведа-Самеба (Цулаї) Кобулетського району, тепер Кобулетський муніципалітет, Аджарія, Грузія — ?) — грузинський радянський діяч, голова колгоспу імені Сталіна села Хуцубані Кобулетського району Аджарської АРСР. Депутат Верховної Ради СРСР 4-го скликання.

## Життєпис
Народився в селянській родині.
У серпні 1941—1944 роках — у Червоній армії, учасник німецько-радянської війни. Служив у 159-й стрілецькій бригаді 26-ї армії, був командиром стрілецької роти 130-ї стрілецької дивізії на Сталінградському та Південному фронтах. Був двічі поранений та контужений. З 1943 року — командир стрілецької роти, командир стрілецького батальйону 309-го гвардійського стрілецького полку 109-ї гвардійської стрілецької дивізії на Північно-Кавказькому фронті. Після важкого поранення у грудні 1943 року став інвалідом 2-ї групи та був демобілізований з армії.
У 1944—1946 роках — вчитель середньої школи села Кобулеті Аджарської АРСР.
Член ВКП(б) з 1946 року.
У 1946—1952 роках — голова Хуцубанської сільської ради Кобулетського району Аджарської АРСР.
У 1952—1953 роках — завідувач дорожнього відділу виконавчого комітету Кобулетської районної ради депутатів трудящих.
З березня 1953 року — голова колгоспу імені Сталіна села Хуцубані Кобулетського району Аджарської АРСР.
Подальша доля невідома.

## Звання
- гвардії капітан

## Нагороди
- орден Червоної Зірки (6.08.1946)
- медалі